# Tossi Spiwakowski

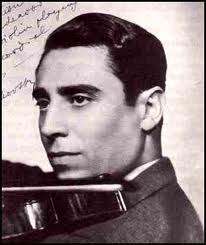
Tossi Spiwakowski

Natan/Tossi Dawidowitsch Spiwakowski (russisch Натан/Тосси Давидович Спиваковский; * 10. Dezemberjul. / 23. Dezember 1906greg. in Odessa, Russisches Kaiserreich; † 20. Juli 1998 in Westport (Connecticut)) war ein russisch-US-amerikanischer Geiger und Hochschullehrer.

## Leben
Tossi Spiwakowski war das jüngste von neun Kindern des jüdischen Kantors David Spiwakowski und seiner Frau Rahel, die fast alle Musiker und Lehrer wurden: Semeon, Claire, Esfira, Adolf, Busi, Jascha, Albert, Isaak und Tossi.
Tossi Spiwakowski zeigte schon früh seine musikalische Begabung. Unterrichtet wurde er zunächst von seinem Vater. Während des Pogroms vom 18. Oktoberjul. / 31. Oktober 1905greg. bis zum 22. Oktoberjul. / 4. November 1905greg. in Odessa (am Ende der Russischen Revolution 1905) war die Familie Spiwakowski nur mit knapper Not dem Tode entronnen, hatte aber ihr gesamtes Hab und Gut durch Plünderung verloren. Tossis Bruder Jascha Spiwakowski gab als pianistisches Wunderkind Konzerte zur Unterstützung der Familie und zum Gelderwerb für eine Emigration.
Nach der Emigration 1907 nach Berlin studierte Tossi Spiwakowski privat bei Arrigo Serato und an der Hochschule für Musik und Darstellende Kunst bei Willy Heß Violine. 1917 trat er als Geigenwunderkind erstmals öffentlich auf. 1920 begann er mit seinem älteren Bruder Jascha, der als bekannter Konzertpianist mit ihm das Spiwakowski-Duo bildete, eine Konzertreise durch Europa. Das Spiwakowski-Duo trat viele Jahre auf mit Stücken insbesondere von Fritz Kreisler, Niccolò Paganini und Johannes Brahms, machte Aufnahmen mit Parlophone und wurde auch von Albert Einstein bewundert. 1925 wurde Tossi Spiwakowski von Wilhelm Furtwängler als jüngsten Konzertmeister der Berliner Philharmoniker berufen. 1927 gab er diese Position auf und trat nun als Solist in Europa auf.
1930 erweiterte sich das Spiwakowski-Duo mit dem Cellisten Edmund Kurtz zum Spiwakowski-Trio. Das Trio begann in Den Haag eine Konzertreise durch Europa. Zurückgekehrt nach Berlin sah sich insbesondere Jascha Spiwakowski einer wütenden NSDAP-Pressekampagne ausgesetzt, so dass er nach einem warnenden Hinweis von Richard Strauss kurz vor Hitlers Machtergreifung mit dem Trio zu einer Konzertreise nach Asien und Australien aufbrach. Das Trio wurde an die Universität Melbourne berufen, so dass es nicht mehr nach Deutschland zurückkehren musste, allerdings mit der Unsicherheit, aufgrund der australischen Einwanderungsgesetze als unerwünschte Ausländer ausgewiesen werden zu können. 1935 heiratete Tossi Spiwakowski dort die ebenfalls aus dem Deutschen Reich geflohene Historikerin Dr. Erika Lipsker Zarden, sie haben ein Kind.
1940 reiste Tossi Spiwakowski mit Frau und Tochter in die USA und gab sein erstes Konzert in der Town Hall in New York City. Er wurde Konzertmeister des Cleveland Orchestra unter Artur Rodziński und trat dort auch als Solist auf. 1943 spielte er Bartóks 2. Violinkonzert in der USA-Erstaufführung unter Rodziński in der Carnegie Hall in New York. Sein Spiel wurde von der Kritik außerordentlich gelobt, so dass Spiwakowski nun eine Solistenkarriere beginnen konnte. Er war Solist in Leon Kirchners Sonata Concertante und in David Diamonds Canticle and Perpetual Motion. Er komponierte und veröffentlichte eigene Kadenzen zu Beethovens Violinkonzert und Mozarts fünf Violinkonzerten.
Zusammen mit Artur Balsam produzierte Spiwakowski die erste Studioaufnahme von Bartóks 2. Violinsonate. Bedeutende Aufnahmen waren das Violinkonzert von Tschaikowski mit dem London Symphony Orchestra unter Walter Goehr und das Violinkonzert von Gian Carlo Menotti mit dem Boston Symphony Orchestra unter Charles Münch. 1974 bis 1989 lehrte Spiwakowski Violine und Kammermusik an der Juilliard School in New York.

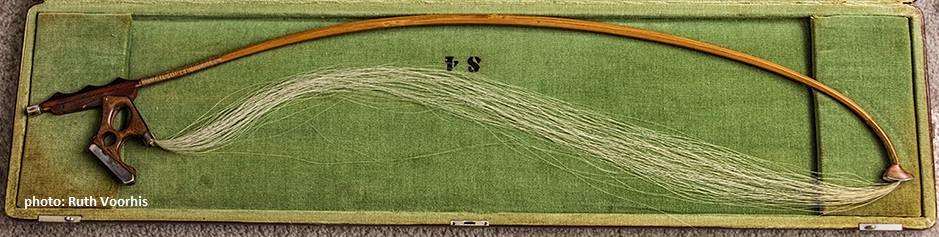
VEGA BACH BOW von Spivakovsky

Um eine äußerst brillante Tongebung zu erzielen, entwickelte Spiwakowski eine innovative Handhabung des Streichbogens, den sogenannten Spiwakowski-Bogen-Strich, wie von Gaylord Yost in dem Buch The Spivakovsky Way of Bowing (Volkwein Bros. Inc., Pittsburgh, PA 1949) beschrieben. Zeitlebens war Spiwakowski daran interessiert, die Intentionen der Komponisten zu ergründen, indem er die originalen Quellen erforschte. Dies führte ihn zu der Erkenntnis, dass Bach in seinen Sonaten und Partiten für Violine solo die Akkorde grundsätzlich nicht arpeggiert haben wollte. Seine Gründe hierfür fasste er in seinem Artikel Problem of Arpeggiation in Bach’s Music for Solo Violin (Musical America, Februar 1954) zusammen. Nachdem Spiwakowski die Aufnahmen der Solowerke für Violine von Bach mit Emil Telmányi, der mit einem Rundbogen spielte, im Jahr 1957 gehört hatte, verwendete er seinerseits dieses Rundbogenmodell, gebaut von Knud Vestergaard. Seine praktische Erfahrung mit dem mehrstimmigen Spiel fanden Eingang in einem weiteren Artikel, betitelt mit Polyphony in Bach's Works for Solo Violin (The Music Review 28 (1967), Nr. 4), in dem Spiwakowski nun noch eingehender seine Thesen zum akkordischen Spiel auf der Violine belegte. In der mündlichen Einführung zu seiner Aufführung der Chaconne, veröffentlicht von der CD-Firma DOREMI, erläuterte Tossi Spiwakowski seine Beweggründe für die Verwendung des Rundbogens.

## Ehrungen
- Ehrendoktor der Fairfield University (1970)
- Ehrendoktor des Cleveland Institute of Music (1975)